# Jeremiah Dixon
Jeremiah Dixon (født 1733, død 1779) var en engelsk astronom og landmåler. Han er mest kendt for Mason-Dixon line, grænsen mellem de amerikanske delstater Pennsylvania og Maryland, som efter mange års strid blev fastlagt 1763-1767.
Dixon havde allerede i 1761 arbejdet sammen med Charles Mason om at observere venuspassagen fra Kapstaden. Igen i 1769 blev Dixon sendt ud for at måle en venuspassage, denne gang fra Hammerfest i Nordnorge. De sidste ti år af sit liv ernærede han sig som landinspektør i Durham.